# 1594 год
1594 (ты́сяча пятьсо́т девяно́сто четвёртый) год  по григорианскому календарю — невисокосный год, начинающийся в субботу. Это 1594 год нашей эры, 4‑й год 10‑го десятилетия XVI века 2‑го тысячелетия, 5‑й год 1590‑х годов. Он закончился 431 год назад.
| Пн | Вт | Ср | Чт | Пт | Сб | Вс |
|    |    |    |    |    | 1  | 2  |
| 3  | 4  | 5  | 6  | 7  | 8  | 9  |
| 10 | 11 | 12 | 13 | 14 | 15 | 16 |
| 17 | 18 | 19 | 20 | 21 | 22 | 23 |
| 24 | 25 | 26 | 27 | 28 | 29 | 30 |
| 31 |    |    |    |    |    |    |

| Пн | Вт | Ср | Чт | Пт | Сб | Вс |
|    | 1  | 2  | 3  | 4  | 5  | 6  |
| 7  | 8  | 9  | 10 | 11 | 12 | 13 |
| 14 | 15 | 16 | 17 | 18 | 19 | 20 |
| 21 | 22 | 23 | 24 | 25 | 26 | 27 |
| 28 |    |    |    |    |    |    |

| Пн | Вт | Ср | Чт | Пт | Сб | Вс |
|    | 1  | 2  | 3  | 4  | 5  | 6  |
| 7  | 8  | 9  | 10 | 11 | 12 | 13 |
| 14 | 15 | 16 | 17 | 18 | 19 | 20 |
| 21 | 22 | 23 | 24 | 25 | 26 | 27 |
| 28 | 29 | 30 | 31 |    |    |    |

| Пн | Вт | Ср | Чт | Пт | Сб | Вс |
|    |    |    |    | 1  | 2  | 3  |
| 4  | 5  | 6  | 7  | 8  | 9  | 10 |
| 11 | 12 | 13 | 14 | 15 | 16 | 17 |
| 18 | 19 | 20 | 21 | 22 | 23 | 24 |
| 25 | 26 | 27 | 28 | 29 | 30 |    |

| Пн | Вт | Ср | Чт | Пт | Сб | Вс |
|    |    |    |    |    |    | 1  |
| 2  | 3  | 4  | 5  | 6  | 7  | 8  |
| 9  | 10 | 11 | 12 | 13 | 14 | 15 |
| 16 | 17 | 18 | 19 | 20 | 21 | 22 |
| 23 | 24 | 25 | 26 | 27 | 28 | 29 |
| 30 | 31 |    |    |    |    |    |

| Пн | Вт | Ср | Чт | Пт | Сб | Вс |
|    |    | 1  | 2  | 3  | 4  | 5  |
| 6  | 7  | 8  | 9  | 10 | 11 | 12 |
| 13 | 14 | 15 | 16 | 17 | 18 | 19 |
| 20 | 21 | 22 | 23 | 24 | 25 | 26 |
| 27 | 28 | 29 | 30 |    |    |    |

| Пн | Вт | Ср | Чт | Пт | Сб | Вс |
|    |    |    |    | 1  | 2  | 3  |
| 4  | 5  | 6  | 7  | 8  | 9  | 10 |
| 11 | 12 | 13 | 14 | 15 | 16 | 17 |
| 18 | 19 | 20 | 21 | 22 | 23 | 24 |
| 25 | 26 | 27 | 28 | 29 | 30 | 31 |

| Пн | Вт | Ср | Чт | Пт | Сб | Вс |
| 1  | 2  | 3  | 4  | 5  | 6  | 7  |
| 8  | 9  | 10 | 11 | 12 | 13 | 14 |
| 15 | 16 | 17 | 18 | 19 | 20 | 21 |
| 22 | 23 | 24 | 25 | 26 | 27 | 28 |
| 29 | 30 | 31 |    |    |    |    |

| Пн | Вт | Ср | Чт | Пт | Сб | Вс |
|    |    |    | 1  | 2  | 3  | 4  |
| 5  | 6  | 7  | 8  | 9  | 10 | 11 |
| 12 | 13 | 14 | 15 | 16 | 17 | 18 |
| 19 | 20 | 21 | 22 | 23 | 24 | 25 |
| 26 | 27 | 28 | 29 | 30 |    |    |

| Пн | Вт | Ср | Чт | Пт | Сб | Вс |
|    |    |    |    |    | 1  | 2  |
| 3  | 4  | 5  | 6  | 7  | 8  | 9  |
| 10 | 11 | 12 | 13 | 14 | 15 | 16 |
| 17 | 18 | 19 | 20 | 21 | 22 | 23 |
| 24 | 25 | 26 | 27 | 28 | 29 | 30 |
| 31 |    |    |    |    |    |    |

| Пн | Вт | Ср | Чт | Пт | Сб | Вс |
|    | 1  | 2  | 3  | 4  | 5  | 6  |
| 7  | 8  | 9  | 10 | 11 | 12 | 13 |
| 14 | 15 | 16 | 17 | 18 | 19 | 20 |
| 21 | 22 | 23 | 24 | 25 | 26 | 27 |
| 28 | 29 | 30 |    |    |    |    |

| Пн | Вт | Ср | Чт | Пт | Сб | Вс |
|    |    |    | 1  | 2  | 3  | 4  |
| 5  | 6  | 7  | 8  | 9  | 10 | 11 |
| 12 | 13 | 14 | 15 | 16 | 17 | 18 |
| 19 | 20 | 21 | 22 | 23 | 24 | 25 |
| 26 | 27 | 28 | 29 | 30 | 31 |    |

## События
- 1507—1622 — Португало-персидская война. Ряд вооружённых конфликтов между колониалистской Португалией и вассальным Ормузом, с одной стороны, и Сефевидской империей, поддерживаемой англичанами, с другой[1].
- 1511—1641 — Малайско-португальская война. Вооружённый конфликт XVI—XVII веков, в котором Малаккский султанат при поддержке империи Мин, Голландской Ост-Индской компании (с 1607) и Джохора безуспешно сопротивлялся Португальской империи, стремившейся захватить Малакку и установить контроль над торговлей между Индией и Китаем[2].
- 1566—1609 — первый этап Нидерландской буржуазной революции (Восьмидесятилетняя война). Религиозно-идеологическая, политическая и социально-экономическая борьба Семнадцати провинций за независимость от испанского владычества[3].
- 1585—1604 — Англо-испанская война[4].
  - 1593—1603 — Девятилетняя война. Вооружённый конфликт между вождями ирландских кланов и английскими оккупационными войсками в Ирландии[5].
- 1585—1598 — Восьмая гугенотская война[6].
  - 6—17 сентября — осада Морле. С приходом английских кораблей под командованием Мартина Фробишера гарнизон города сдался[7].
  - 1 октября—19 ноября — осада Форт-Крозона английскими и французскими войсками испанской крепости, построенной на полуострове Крозон близ Бреста[8].
- 1592—1598 — Японо-корейская война (Имдинская война)[9].
- 1593—1594 — Абдулла-хан II покорил Хорезм.
- 1593—1595 — Молдавская война магнатов, когда магнаты из Речи Посполитой вмешивались в дела Молдавии, соперничая с Габсбургами и Османской империей за господство над княжеством (известны как Могиляды)[10].
- 1593—1597 — Камбоджийско-испанская война[11].

- 1593—1604 — Долгая война[12].
  - Сигизмунд Батори, Михай Храбрый и господарь Молдавии Арон Тиран заключили союз для борьбы с Турцией. Конец года — Михай начал поход против Турции и дошёл до Балканских гор, при поддержке болгарских и сербских гайдуков.
- 1594—1596 — начало восстания под руководством Наливайко против Речи Посполитой охватившей большие территории Западной Руси[13].
- 1594—1596 — две экспедиции голландца Виллема Баренца (ок. 1550—1597) в поисках Северо-Восточного прохода.
- 1594—1603 — начало Девятилетней войны в Ирландии.
- 27 февраля — Коронация Генриха IV (основатель династии Бурбонов) в Шартрском соборе.
- 1 марта — коронация Сигизмунда III на шведский трон (занял его в 1592 году)[13]
- Март — вступление Генриха IV в Париж. Капитуляция Католической лиги и окончание гражданских войн.
- Банатское восстание. Первое крупное вооружённое выступление сербов против турецкого владычества[14].
- Захват Великими Моголами Кандагара у Ирана.

## Русское государство
Царствование: 1584—1598 — Фёдор Иванович
- 1590—1595 — Русско-шведская война[13]. В связи с заключением в 1593 году Ивангородского перемирия, военные действия практически не велись. В 1595 году подписан Тявзинский мирный договор[15].
- 19 февраля — дан наказ царя Фёдора Иоанновича воеводе князю Фёдору Борятинскому и письменному голове Владимиру Аничкову об основании на реке Обь города Сургут[16].
- Апрель — в Бахчисарае был заключён русско-крымский мирный договор, который соблюдался крымцами до 1609 года[17].
- Июнь — глава Посольского приказа Щелкалов Андрей Яковлевич подвергнут опале (предположительно в связи с утечкой информации о его тайных переговорах с дипломатами Священной Римской империи). Принял постриг в Кирилло-Белозерском монастыре с именем Феодосий (ум. 1598 году)[18].
- Поход терского воеводы Хворостинина в Дагестан. Основание Койсинского городка (Койсинского острога), одного из составляющей кавказской линии[19].
- Поход русского войска из Берёзова против вогуличей проживавших на реке Конда совершавшие набеги на окрестные волости[20].
- Ноябрь — в селе Тявзино начинаются мирные переговоры со Швецией, в условиях польско-шведского династического конфликта[21].
- Два похода русских войск против хана Кучума[20].
  - Воеводою и князем Андреем Васильевичем Елецким основан город Тара, который неоднократно при строительстве подвергался нападению хана Кучума[20].
- Шацкий городок (сов. Шацк) выдержал осаду ногайцев[22].
- Восстановлена со жжёная крымскими и ногайскими татарами в 1590 году крепость Воронеж[23].
- Впервые в платёжных книгах упоминается г. Скопин Пехлецкого стана Рясского (Ряжского) уезда (датой основания принят 1605 год, в то же время существует мнение, что город сосуществовал с 1566 года, а в 1605 были усилены или заново возведены его оборонительные сооружения)[24].
- В Венёве построена новая, более мощная крепость[25].
- 19 февраля (1 марта) — принято царское решение о строительстве Сургута[26].
  - Лето — жильцом Аничковым Владимира Владимировича заложен г. Сургут[26].
  - Осень — под руководством В. В. Аничкова и прибывшего позднее 1-го воеводы Барятинского Фёдора Петровича завершено строительство острога Сургут. В этом же году город становится центром Сургутского уезда[26].

### Города и поселения
- По царскому наказу воеводой Елецким Андреем Васильевичем основан г. Тара, как опорный пункт для борьбы с ханом Кучумом (до 1598), охраны южных границ, сбора ясака с населения бывшего Сибирского ханства[27].
- В Платёжной книге Пехлецкого стана впервые упоминается село Коробьинск (сов. г. Кораблино)[28].
- 1594—1595 — вероятно в эти года была построена русская крепость в Уржуме (обновлена в 1647 году)[29].
- Около 1594 — впервые упоминается казачий городок Семикаракоры (сов. г. Семикаракорск)[30].

### Руководители приказов
| Года      | Приказ             | Ф,И,О главы                 | Примечания |
| --------- | ------------------ | --------------------------- | ---------- |
| 1570-1594 | Посольский приказ  | Щелкалов Андрей Яковлевич   |            |
| 1594-1601 | Посольский приказ  | Щелкалов Василий Яковлевич  |            |
| 1577-1594 | Разрядный приказ   | Щелкалов Василий Яковлевич  |            |
| 1584-1597 | Большого дворца    | Годунов Григорий Васильевич | Боярин     |
| 1593-1594 | Аптекарский приказ | Гаврилов Никифор            | Подьячий   |

## Правление
См.также: Список глав государств в 1594 году

## Родились

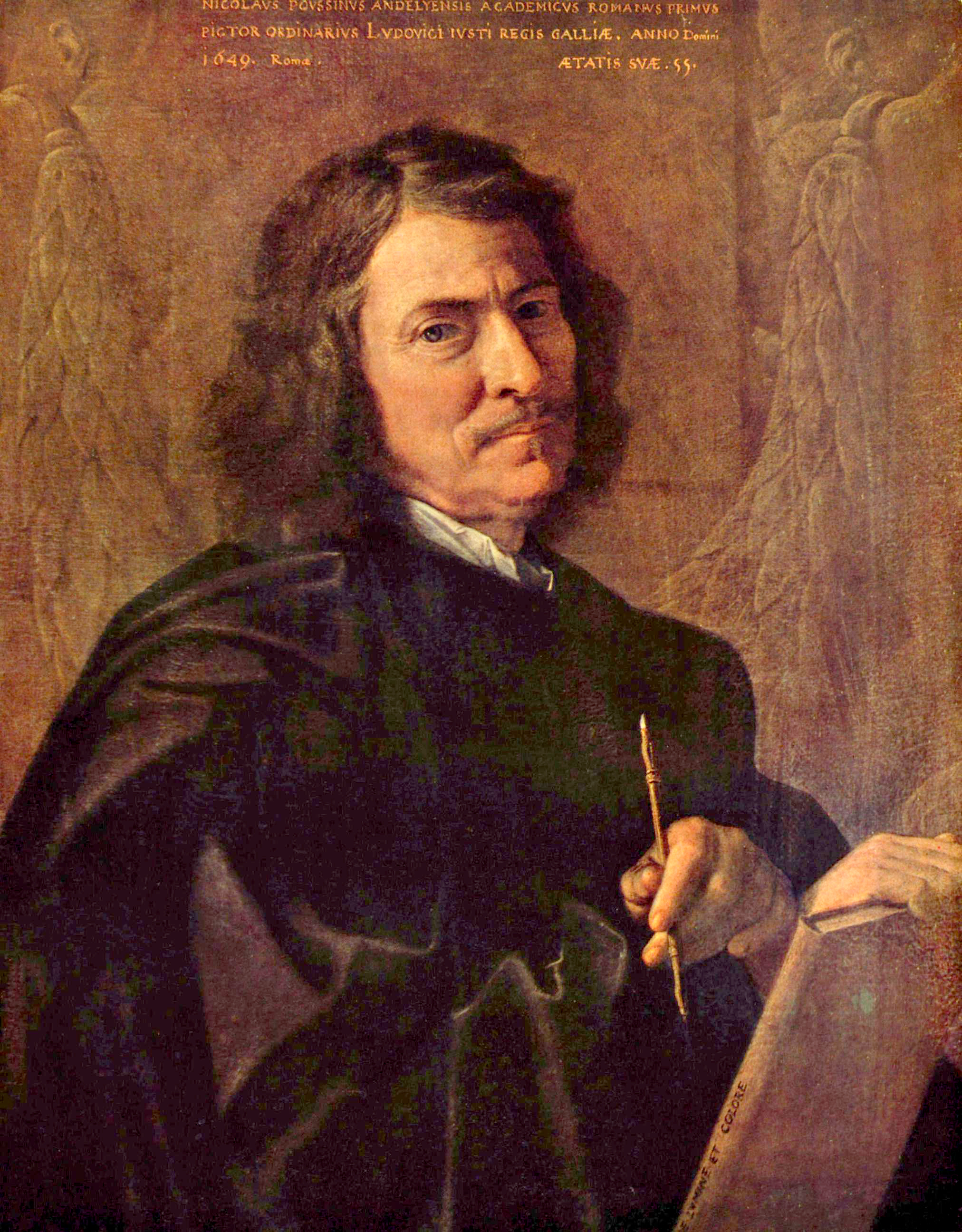
Изображение Никола Пуссена

См. также: Категория:Родившиеся в 1594 году
- Сезар де Вандом — герцог де Вандом (1-й, 1598), герцог де Бофор, герцог д’Этамп (1599), герцог де Пентьевр (5-й), герцог де Меркёр; великий адмирал Франции (1651). Родоначальник рода Вандом, побочной линии династии Бурбонов. Внебрачный сын Генриха IV Великого, короля Франции и Габриэль д'Эстре (ок. 1571—1599), герцогини де Бофор.
- Генрих Фредерик Стюарт — принц Уэльский (с 1610 года), герцог Ротсей (с 1594 года), старший сын короля Англии и Шотландии Якова I (VI) и королевы Анны Датской.
- Густав II Адольф — король Швеции (1611—1632), сын Карла IX и Кристины Гольштейн-Готторпской.
- Шарлотта Маргарита де Монморанси — дочь коннетабля Генриха I де Монморанси и его второй жены Луизы де Бюдо[34], возлюбленная короля Франции Генриха IV, супруга 3-го принца Конде, мать Великого Конде, наследница и хозяйка Шантийи.
- Готфрид Паппенгейм — немецкий граф, участник Тридцатилетней войны.
- Корнелий ван Поуленбург — голландский пейзажист.
- Никола Пуссен — французский художник, стоявший у истоков живописи классицизма.
- Виллем Клас Хеда — голландский живописец, мастер натюрморта.
- Шабдрунг Нгаванг Намгьял — основатель Бутана, царь и буддийский монах школы Друкпа Кагью. Он смог объединить страну около 1630 и придать Бутану собственную государственную и культурную идентичность, разделив бутанскую культуру от тибетской.
- 3 (13) июля — русский государственный деятель и дипломат, боярин (с 1648), отец царицы Марии Ильиничны, тесть царя Алексея Михайловича[35].

## Скончались

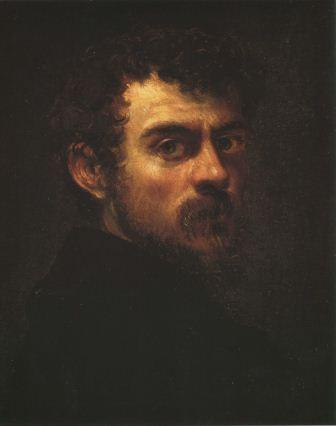
Изображение Тинторетто

См. также: Категория:Умершие в 1594 году
- Балинт Балашши — венгерский воин, поэт, переводчик, основатель венгерской лирической поэзии.
- Исикава Гоэмон — полулегендарная личность, народный герой Японии, аналог Робин Гуда, раздававший награбленное золото и ценности бедным людям.
- Томас Кид — английский драматург, автор «Испанской трагедии».
- Орландо ди Лассо — франко-фламандский композитор.
- Герард Меркатор — фламандский картограф и географ.
- Пётр VI Хромой — господарь Молдавского княжества с июня 1574 по 23 ноября 1579, с 1 января 1582 по 21 ноября 1591 и с 17 октября 1582 по 29 августа 1591 годы.
- Джованни Пьерлуиджи Палестрина — итальянский композитор, один из крупнейших полифонистов своего времени.
- Тинторетто — живописец венецианской школы позднего Ренессанса.
- Мартин Фробишер — английский мореплаватель и пират, совершивший три экспедиции к берегам Северной Америки.
- Алонсо де Эрсилья-и-Суньига — испанский поэт баскского происхождения, автор поэмы «Араукана».